# Frente do Cáucaso

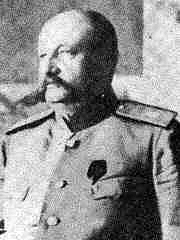
Comandante do exército russo no Cáucaso, Nikolai Nikolaevich Yudenich

A Frente do Cáucaso (em russo: Кавказский фронт) eram actividades militares russas na Campanha do Cáucaso e na Campanha Persa. Os militares russos consideram a Campanha do Cáucaso e a Campanha Persa como sendo o teatro do Oriente Médio para a I Guerra Mundial, e que ambas campanhas estavam sob o controle, primeiramente, de Illarion Vorontsov-Dashkov, e em seguida, de Nikolai Yudenich.
Esta perspectiva também é conservada para as actividades militares do Império Otomano. O 3 º Exército foram contratados principalmente com a Campanha do Cáucaso e 2 º Exército sobre a Campanha Persa.